# Rhytiphora vermiculosa
Rhytiphora vermiculosa là một loài bọ cánh cứng trong họ Cerambycidae.